# 2–38 Millbrae Crescent

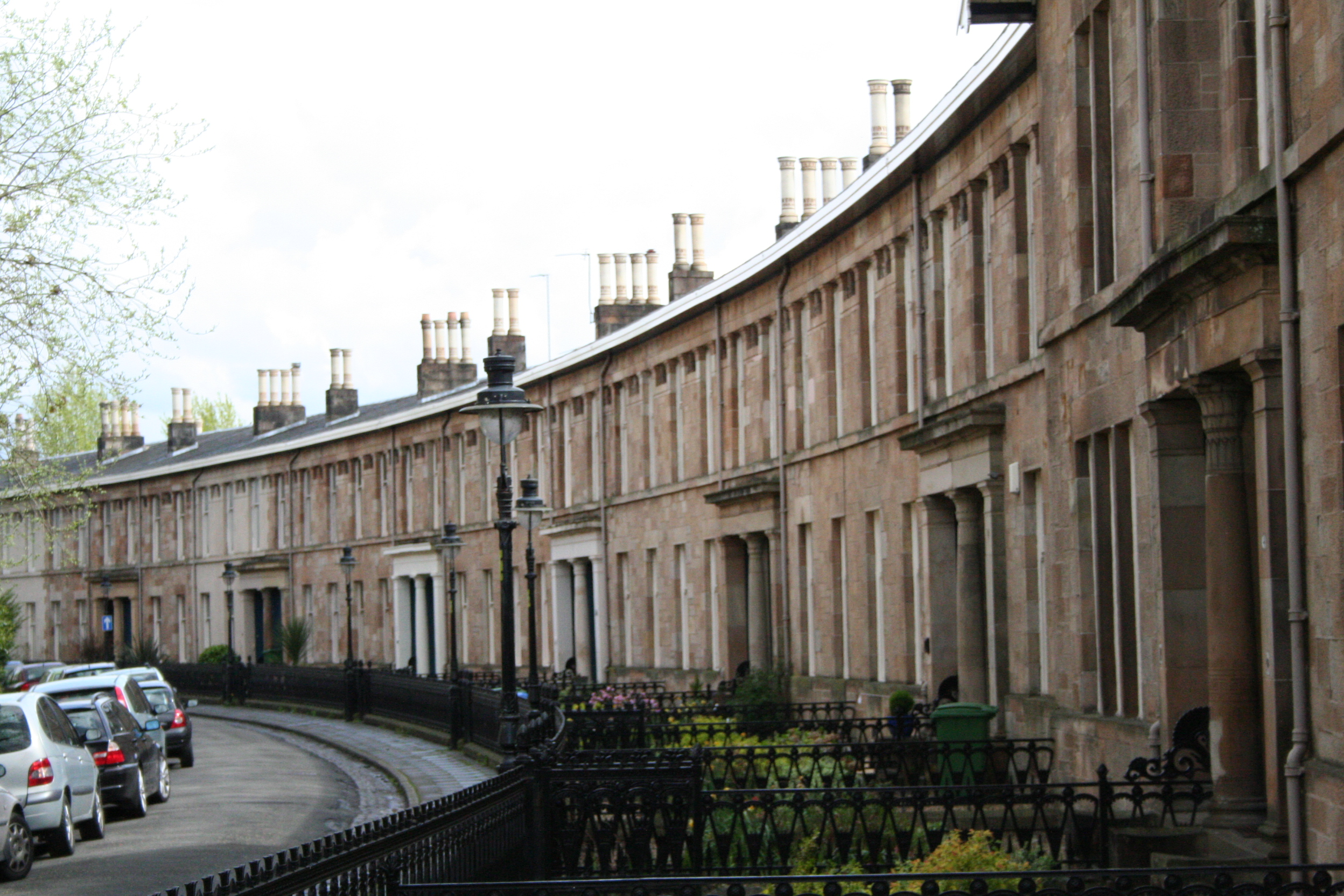
2–38 Millbrae Crescent

Unter der Adresse 2–38 Millbrae Crescent in der schottischen Stadt Glasgow befindet sich ein Ensemble von Wohngebäuden. 1970 wurde das Bauwerk als Einzeldenkmal in die schottischen Denkmallisten zunächst in der Kategorie B aufgenommen. Die Hochstufung in die höchste Denkmalkategorie A erfolgte 1989.

## Geschichte
Das Ensemble wurde im Jahre 1876 fertiggestellt. Den Entwurf lieferte möglicherweise der 1875 verstorbene schottische Architekt Alexander Thomson. Dessen Partner Robert Turnbull leitete die Arbeiten.

## Beschreibung
Das zweistöckige Ensemble befindet sich am Millbrae Crescent am rechten Ufer des White Cart Waters im Glasgower Süden. Es beschreibt einen flachen Bogen. Die nordexponierten Hauptfassaden der einzelnen Häuser sind drei Achsen weit. Die gepaarten Eingangstüren sind mit trennenden ägyptischen Säulen gestaltet und flankierend pilastriert. Die Fenster des Obergeschosses sind mit Pilasterkapitellen und dazwischenliegenden Anthemien ornamentiert. An den abschließenden Häusern treten jeweils zwei Kreuzgiebel mit Holzornamenten hervor. Die flach geneigten Dächer sind mit Schiefer eingedeckt. Jedes Haus ist mit einem Vorgarten mit gusseisernen Zäunen ausgestattet.